# Analaiva
Analaiva è una città e comune del Madagascar situata nel distretto di Morondava, regione di Menabe. 
La popolazione del comune rilevata nel censimento 2001 era pari a 17 508 unità.